# Villanueva de la Jara (kommunhuvudort)
Villanueva de la Jara är en kommunhuvudort i Spanien.   Den ligger i provinsen Provincia de Cuenca och regionen Kastilien-La Mancha, i den centrala delen av landet, 190 km sydost om huvudstaden Madrid. Villanueva de la Jara ligger 800 meter över havet och antalet invånare är 2 166.
Terrängen runt Villanueva de la Jara är platt, och sluttar söderut. Runt Villanueva de la Jara är det glesbefolkat, med 8 invånare per kvadratkilometer. Närmaste större samhälle är Quintanar del Rey, 11,1 km söder om Villanueva de la Jara. Trakten runt Villanueva de la Jara består till största delen av jordbruksmark.